# لیندا مانز

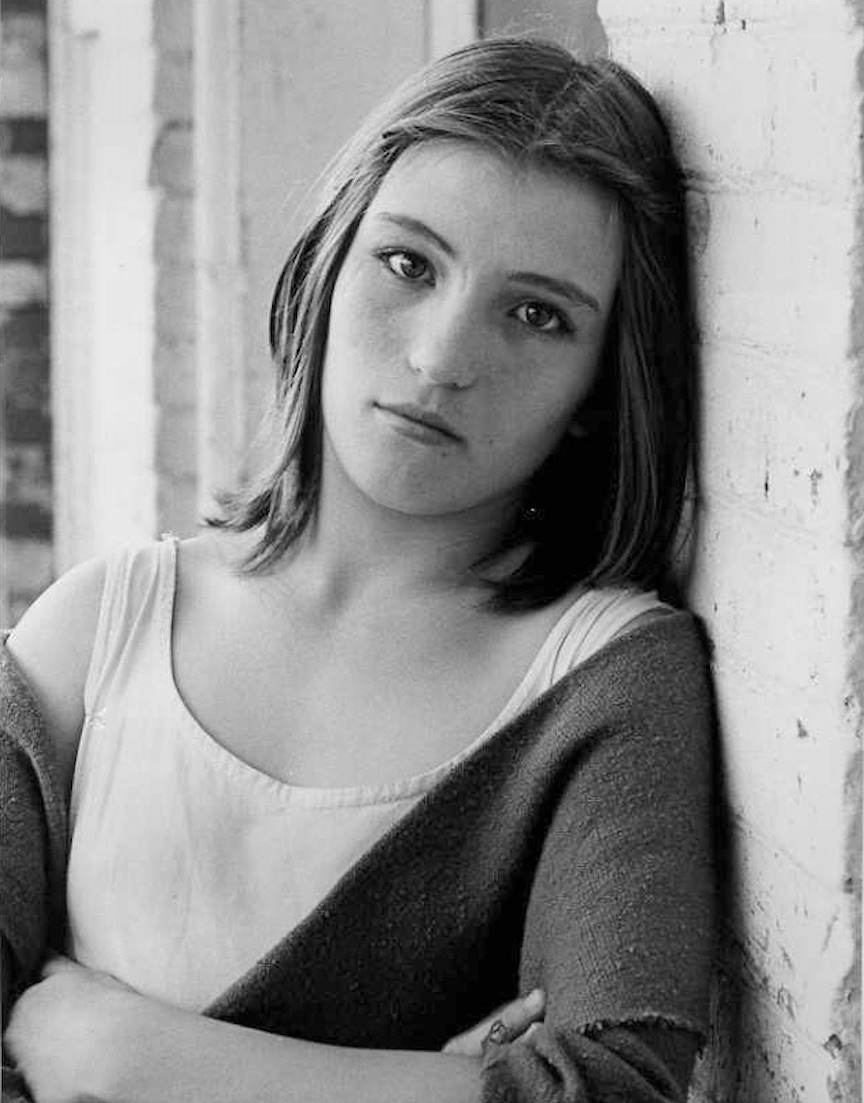
لیندا مانز در تبلیغات

لیندا مانز (انگلیسی: Linda Manz؛ زادهٔ ۲۰ اوت ۱۹۶۱ - درگذشته ۱۴ اوت ) هنرپیشه اهل ایالات متحده آمریکا بود.
از فیلم‌ها یا برنامه‌های تلویزیونی که وی در آن نقش داشته‌است می‌توان به روزهای بهشت اشاره کرد.
مانز چند روز پس از تولد ۵۸ سالگی، به علت سرطان ریه درگذشت.